# Rob Bron
Rob Bron (Amsterdam, 16 maggio 1945 – 5 ottobre 2009) è stato un pilota motociclistico olandese.

## Carriera
Ha ottenuto tre titoli nazionali olandesi, nel 1970, nel 1971 e nel 1985.
Dopo aver fatto il debutto in occasione del Gran Premio motociclistico d'Olanda 1970 ottenendo punti sia in classe 50 che in classe 500, ha partecipato continuativamente a gare del motomondiale dal motomondiale 1971 a quello del 1976 ottenendo il terzo posto nella classifica finale della classe 500 nel motomondiale 1971.
In totale ha ottenuto 5 piazzamenti sul podio nei singoli gran premi di cui 4 nella sua migliore annata, nel 1971. 
Ha gareggiato anche nella formula 750 nel 1975 e nel 1976. 
Oltre ad aver gareggiato nel mondiale, rimarchevole è anche la sua partecipazione alla 200 Miglia di Daytona del 1978 dove ha stabilito un record di velocità di 342 km/h.
È deceduto il 5 ottobre 2009.

## Risultati del motomondiale

### Classe 50
| 1970 | Classe | Moto     |   |  |   |    |   |   |   |   |    |   |   |   |  | Punti | Pos. |
| ---- | ------ | -------- | - |  | - | -- | - | - | - | - | -- | - | - | - |  | ----- | ---- |
| 1970 | 50     | Kreidler | - |  | - | NE | 8 | - | - | - | NE | - | - | - |  | 3     | 26º  |

| Legenda | 1º posto        | 2º posto            | 3º posto            | A punti      | Senza punti        | Grassetto – Pole position Corsivo – Giro più veloce |
| Legenda | Gara non valida | Non qual./Non part. | Ritirato/Non class. | Squalificato | '-' Dato non disp. | Grassetto – Pole position Corsivo – Giro più veloce |

### Classe 250
| 1973 | Classe | Moto   |   |   |   |    |   |   |   |    |   |   |   |   |  | Punti | Pos. |
| ---- | ------ | ------ | - | - | - | -- | - | - | - | -- | - | - | - | - |  | ----- | ---- |
| 1973 | 250    | Yamaha | - | - | - | AN | - | - | 8 | 15 | - | - | - | - |  | 3     | 35º  |

| Legenda | 1º posto        | 2º posto            | 3º posto            | A punti      | Senza punti        | Grassetto – Pole position Corsivo – Giro più veloce |
| Legenda | Gara non valida | Non qual./Non part. | Ritirato/Non class. | Squalificato | '-' Dato non disp. | Grassetto – Pole position Corsivo – Giro più veloce |

### Classe 500
| 1970 | Classe | Moto   |  |  |  |  |   |  |  |    |  |  |  |  |  | Punti | Pos. |
| ---- | ------ | ------ |  |  |  |  | - |  |  | -- |  |  |  |  |  | ----- | ---- |
| 1970 | 500    | Suzuki |  |  |  |  | 6 |  |  | NE |  |  |  |  |  | 5     | 32º  |

| 1971 | Classe | Moto   |  |   |  |   |   |   |    |     |   |   |  |  |  | Punti | Pos. |
| ---- | ------ | ------ |  | - |  | - | - | - | -- | --- | - | - |  |  |  | ----- | ---- |
| 1971 | 500    | Suzuki |  | 2 |  | 2 | 4 | 8 | NE | Rit | 3 | 2 |  |  |  | 57    | 3º   |

| 1972 | Classe | Moto   |     |   |   |  |  |     |  |  |  |  |  |  |  | Punti | Pos. |
| ---- | ------ | ------ | --- | - | - |  |  | --- |  |  |  |  |  |  |  | ----- | ---- |
| 1972 | 500    | Suzuki | Rit | 3 | 4 |  |  | Rit |  |  |  |  |  |  |  | 18    | 13º  |

| 1974 | Classe | Moto   |     |  |     |  |  |  |  |  |  |  |    |    |  | Punti | Pos. |
| ---- | ------ | ------ | --- |  | --- |  |  |  |  |  |  |  | -- | -- |  | ----- | ---- |
| 1974 | 500    | Yamaha | Rit |  | Rit |  |  |  |  |  |  |  | NE | NE |  | 0     |      |

| 1976 | Classe | Moto   |  |  |  |    |  |   |  |  |    |  |  |    |  | Punti | Pos. |
| ---- | ------ | ------ |  |  |  | -- |  | - |  |  | -- |  |  | -- |  | ----- | ---- |
| 1976 | 500    | Yamaha |  |  |  | NE |  | 8 |  |  | 12 |  |  | NE |  | 3     | 34º  |

| Legenda | 1º posto        | 2º posto            | 3º posto            | A punti      | Senza punti        | Grassetto – Pole position Corsivo – Giro più veloce |
| Legenda | Gara non valida | Non qual./Non part. | Ritirato/Non class. | Squalificato | '-' Dato non disp. | Grassetto – Pole position Corsivo – Giro più veloce |